# Sonic Runners Adventure
Sonic Runners (jap.: ソニック・ランナーズ アドベンチャー, Hepburn: Sonikku Rannāzu Adobenchā) ist ein Jump-’n’-Run-Computerspiel der Sonic-Spielreihe auf Mobilgeräten, das von Gameloft entwickelt und im Jahre 2017 für iOS und Android veröffentlicht wurde. 
In Sonic Runners Adventure läuft die Spielfigur in einer zweidimensionalen Welt automatisch von links nach rechts und der Spieler muss Gefahren, Hindernissen oder Abgründen ausweichen oder über sie hinwegspringen und Gegenstände wie Ringe einsammeln. Das Gameplay ähnelt dem Mobilegame Super Mario Run (2016).
Es ist der Nachfolger von Sonic Runners (2015), welches vom Sonic Team entwickelt und von Sega veröffentlicht, jedoch bereits im Mai 2016 eingestellt und somit 2017 mit Sonic Runners Adventure ersetzt wurde. Doch anders als der Vorgänger setzt dieses Spiel nicht auf Free-to-play und In-App-Käufe, sondern verzichtet nach einmaliger Zahlung auf weitere Werbeeinblendungen.

## Handlung
Sonic the Hedgehog empfängt eine Nachricht von Tails, mit dem Inhalt, dass Dr. Eggman auf South Island erneut Tiere einfängt, um sie in Roboter zu verwandeln. Als Sonic dort eintrifft, hat Dr. Eggman Tails in seine Gewalt gebracht und muss von Sonic gerettet werden. Als Dr. Eggman anschließend flüchtet, teilen sich Sonic und Tails vorübergehend auf, bilden jedoch später zusammen mit Knuckles ein Trio, welches Dr. Eggman bis nach Sky Sanctuary folgt. Wie schon in Sonic Runners arbeitet Dr. Eggman wieder an einer Gedankenkontrollkanone, welche jedoch von Sonic zerstört werden kann, woraufhin Dr. Eggman flieht und Rache schwört.

## Gameplay
In Sonic Runners Adventure navigiert der Spieler Sonic oder falls verfügbar, einen anderen Charakter seiner Wahl, über ein zweidimensionales Level voller Plattformen, verschiedenen Ebenen, Ringen, Items, Gegnern und Abgründen. Die Spielfigur läuft automatisch von links nach rechts und kann durch Antippen des Touchscreen springen. Gesammelte Ringe werden automatisch auf das virtuelle Konto eingezahlt. Nimmt die Spielfigur im Level Schaden, verliert sie (sofern kein Schutzschild aktiv sein sollte) alle bisher gesammelten Ringe in diesem Level. Sollte der Spieler in einen Abgrund fallen oder ohne Ringe oder Schutzschild Schaden nehmen, so muss das Level vom letzten Checkpoint in Form eines Laternenpfostens fortgesetzt werden. Itemboxen können einen Schutzschild, Unverwundbarkeit, einen Magneten (zum Anziehen von Kristallen und Ringen in der Umgebung) oder eine Sprungfeder (schützt vor Stürzen in Abgründe) enthalten. Am Ende mancher Stages findet ein kurzer Bosskampf gegen Dr. Eggman statt, welcher mit Sprüngen besiegt werden kann.
Das Spiel besteht aus den vier Kapiteln Green Hill, Desert Ruins, Lava Mountain und Sky Sanctuary, welche alle jeweils aus neun regulären Leveln, zwei optionalen Leveln und einem Bosskampf bestehen. Durch den Spielfortschritt werden weitere spielbare Charaktere freigeschaltet: Nach dem dritten Level in Green Hill können Shadow the Hedgehog und Espio the Chameleon für je 2.000 Ringe erworben werden. Mit dem Erreichen von Kapitel 2 schaltet man Tails frei und kann Rouge the Bat sowie Charmy Bee für je 2.000 Ringe erwerben. Mit dem Erreichen von Kapitel 3 schaltet man Knuckles frei und kann E-123 Omega sowie Vector the Crocodile für je 2.000 Ringe erwerben. Jeder Charakter hat drei unveränderbare Spezialeigenschaften, zum Beispiel einen Triple Jump, kann fliegen oder eine Dash Attack ausführen. Im Vergleich zum Vorgänger Sonic Runners gibt es keine Kristalle, kein roten Ringe, viel weniger Items, weniger Charaktere, keine veränderbaren ausrüstbare Items, keine Charakterskins und keine In-App-Käufe.

## Rezeption
Sonic Runners Adventure erhielt größtenteils durchschnittliche bis gute Bewertungen. Insgesamt stand das Spiel seinem Vorgänger Sonic Runners spielspaßtechnisch in Nichts nach und entfernte unnötig verkomplizierende Elemente wie die Kristalle oder roten Ringen, welche mittelfristig ohnehin das Ziel hatten, auf Mikrotransaktionen hinauszulaufen, was kritisch aufgefasst wurde. Dieser Kritik am Vorgänger nahm sich der Entwickler Gameloft hier an und verzichtete auf In-App-Käufe und weitere Werbeeinblendungen. Dafür war es diesmal kein Free-to-play-Spiel, sondern wurde für in der Regel 2,99 US-Dollar bzw. 2,99 Euro verkauft, was positiver aufgenommen wurde.